# Muscicapa cassini
Muscicapa cassini là một loài chim trong họ Muscicapidae.